# 葉巒 (成化進士)
葉巒（1445年—？），字鍾秀，直隸蘇州府常熟縣人，民籍，明朝政治人物。

## 生平
成化十年（1474年）甲午科應天府鄉試第七十六名舉人。成化十七年（1481年）中式辛丑科會試第二百三十名，三甲第一百五十三名進士。授浙江金華縣知縣。

## 家族
曾祖葉子衡；祖父葉士茂；父葉公行，母施氏。永感下。